# Bahram Beyzai
Bahram Beyzaì (in persiano بهرام بیضایی‎; Teheran, 1938) è un drammaturgo, regista e sceneggiatore iraniano.
È anche un montatore cinematografico. Bahram Beyzai è un ostād ("maestro") iraniano di lettere, arti e Iranistica.
Nonostante il suo inizio un po' tardivo nel cinema, Beyzai è spesso considerato un pioniere di una generazione di registi le cui opere sono talvolta descritte come la New Wave iraniana. 

## Biografia
Il suo lungometraggio Bashu, il piccolo straniero (1986) è stato votato "Miglior film iraniano di tutti i tempi" nel novembre 1999 da un sondaggio della rivista cinematografica persiana Picture World su 150 critici e professionisti iraniani. Anche prima dell'inizio della sua carriera cinematografica nel 1970, è stato uno dei principali drammaturghi (oltre che storico del teatro), tanto da essere spesso considerato il più grande drammaturgo della lingua persiana, ed è stato soprannominato "Shakespeare della Persia".
Dal 2010 Beyzai insegna alla Università di Stanford, negli Stati Uniti d'America, Paese dove ha finito per stabilirsi. 

## Opere
Dei circa settanta libri di Beyzai solo uno è stato tradotto in italiano:
- Beyzaì, Bahram. Storia del teatro in Iran. tr. Mani Naimi. Seattle. 2020. ISBN 9781659115697

## Filmografia

### Regista
- Ragbār (1972)
- Qaribé va Meh (1974)
- Kalāq (1976)
- Charike-ye Tārā (1979)
- Marg-e Yazdgerd (1982)
- Bashu, il piccolo straniero (1986)
- Shāyad Vaghti Digar (1988)
- Mosāferan (1992)
- Goft-o-gū bā Bād (1998)
- Sagkoshi (2001)
- Vaqti Hame Khāb-im (2009)